# Benedict Joseph Semmes
Benedict Joseph Semmes (ur. 1 listopada 1789, zm. 10 lutego 1863) – amerykańskipolityk, lekarz i rolnik.
W latach 1829–1833 przez dwie dwuletnie kadencje Kongresu Stanów Zjednoczonych był przedstawicielem drugiego okręgu wyborczego w stanie Maryland w Izbie Reprezentantów Stanów Zjednoczonych.